# Paurophylla aleuropasta
Paurophylla aleuropasta är en fjärilsart som beskrevs av Turner 1902. Paurophylla aleuropasta ingår i släktet Paurophylla och familjen nattflyn. Inga underarter finns listade i Catalogue of Life.